# Carta di pietra
La carta di pietra, anche carta minerale, è un nuovo tipo di materiale composto all'80% di carbonato di calcio e al 20% di polietilene ad alta densità. 
Nonostante il nome e la consistenza ricordino quelli della carta, si tratta in realtà di un materiale a base inorganica e plastica. Il carbonato di calcio è ampiamente diffuso in natura, specialmente in una grande varietà di rocce (es. il marmo, il travertino, l'aragonite, la calcite, ecc.): da qui la scelta del nome per il nuovo composto. La carta di pietra è infatti preparata riducendo in polvere pietre contenenti carbonato di calcio, quali residui di materiali edili, e mischiandole con plastica.
Il suo inventore è Mario Pistilli, un professore di chimica dell'Università di Parma, che ci ha dedicato diversi anni di studi.

## Caratteristiche della carta di pietra
La carta così ottenuta sarebbe a detta dei suoi produttori più ecologica della carta, che presenta alte concentrazioni di resine non naturali, e della carta di cellulosa riciclata, i cui contenuti di scarto non sono del tutto controllabili. La carta di pietra risulterebbe inoltre inalterabile al contatto con l'acqua e particolarmente resistente allo strappo, risolvendo due importanti difetti della carta tradizionale. Lo smaltimento avverrebbe nei contenitori della materia plastica.

## Critiche
Tuttavia, in Italia, sono già state sollevate critiche riguardo alla sua ecologicità: i dubbi riguardano in particolare la provenienza del carbonato di calcio impiegato, che potrebbe provenire non da scarti di lavorazione mineraria, ma da formazioni rocciose di grande valore ambientale, quali le Alpi Apuane. 
Non vi sono evidenze pubbliche della sua biodegradabilità, data la presenza del 20% di polietilene (una tipologia di plastica), e sul suo effettivo riciclo, dato che non esiste un sistema di raccolta e avvio al riciclo di questo materiale, il quale non può in alcun modo essere riciclato insieme alla carta. In Francia le pubblicità che evidenziavano come questo materiale vantasse di salvare gli alberi e l'assenza di sostanze chimiche è stata condannata per pubblicità ingannevole.